# Kitami
Kitami ( 北見市 , Kitami-shi) és una ciutat i municipi del Japó, situat al centre de la subprefectura d'Okhotsk, a Hokkaido, amb una part de costa donant al mar d'Okhotsk. Tot i no ser la capital de la subprefectura, la qual és Abashiri, Kitami és el municipi més poblat d'aquesta i el 8é més poblat de tot Hokkaido.

## Història
En els seus orígens Kitami es deia Notsukeushi, però el  1942 es va canviar aquest nom d'origen ainu.

### Cronologia
- 1872: Es crea la vila de Notsukeushi.
- 1875: Notsukeushi és escrita ara amb kanji, abans ho era amb katakana.
- 1910: Arriba el tren a la població, connectant-la amb Sapporo.
- 1915: Les viles de Rubeshibe i Oketo se separen de Notsukeushi.
- 1916: Notsukeushi arriba a l'status de poble.
- 1921: Les viles de Tanno i Ainonai es segreguen de Notsukeushi.
- 1942: Notsukeushi es converteix en una ciutat passant a ser anomenada Kitami.
- 1956: La vila d'Ainonai torna a formar part de Kitami.
- 2006: Els municipis de Rubeshibe, Tanno i Tokoro, tots del districte de Tokoro, són absorbits per Kitami.